# Кноп, Людвиг
Барон (1877) Людвиг Кноп (Лев Герасимович Кноп; нем. Johann Ludwig Knoop, 15 мая 1821, Бремен — 14 августа 1894, там же) — торговец хлопком и фабрикант из Бремена; один из самых успешных  предпринимателей XIX века.

## Начало предпринимательской деятельности
Людвиг Кноп, сын обычного немецкого бюргера Герхарда Кнопа, закончил коммерческое училище в Бремене, а затем учился хлопковому делу на фабрике текстильной компании «Де Джерси» (De Jersey & Co) в Манчестере, основанной его земляком Джоханом Фририхом и специализировавшейся на экспорте английской пряжи в Россию.
В 1839 году восемнадцатилетний Кноп приехал в Москву в качестве коммивояжёра фирмы «Де Джерси».
По свидетельствам современников, Людвиг Кноп был очень коммуникабельным и быстро сориентировался в стране. «Кноп сразу понял, что для того, чтобы сблизиться с российскими клиентами, ему нужно приспособиться к их привычкам, к укладу их жизни, к их навыкам. Довольно быстро он стал любимым собеседником, всегда готовым разделить дружескую компанию и выдержать в этой области самые серьёзные испытания», — вспоминал о промышленнике московский купец Павел Бурышкин.
В 1842 году британский запрет на экспорт хлопчатобумажного оборудования, введённый в 1775 году для защиты страны в области технологий, был отменен, что позволило расширить производство хлопка в России. Людвиг Кноп получил исключительное право на поставку в Россию машин для прядения и ткачества фирмы «Платт Бразерс» и паровых двигателей фирмы «Хик Харгрейвз» («Hick Hargreaves»).
Первым заказчиком Кнопа стал Савва Морозов. Молодому и энергичному немцу, который досконально изучил в Англии хлопчатобумажное производство, Савва Васильевич поручил оборудовать Никольскую мануфактуру прядильными машинами и ткацкими станками. Задача усложнялась тем, что Англия, лидер в текстильной промышленности, не была заинтересована в появлении конкурентов из России, не предоставляла долгосрочных кредитов и работала только «за наличные».
Людвигу удалось убедить фирму «Де Джерси» открыть кредит на поставку оборудования под ожидаемые будущие прибыли. Так первый заказ был блестяще выполнен, и следом за Саввой Морозовым в контору пошли другие купцы. За четыре года немец построил восемь прядилен в Центральном районе России.
В 1852 году Людвиг Кноп в сотрудничестве с текстильной фирмой «Де Джерси» («De Jersey», Манчестер) и производителем оборудования «Платт Бразерс» («Platt Brothers», Олдхэм, Ланкашир) создал фирму «L Knoop & Co».

## Устройство бизнеса
Стремительный рост числа прядильных фабрик в России наблюдался в течение всего периода деятельности Кнопа. В 1896 году их насчитывалось уже 1017. Однако в начале XIX столетия были механизированы лишь единичные производства, и устройство фабрик на тот момент требовало огромных затрат. Неразвитость кредитных отношений и отсутствие поддержки текстильной промышленности со стороны государства создали проблемы, которые было необходимо решить. Так появились специальные конторы, которые имели налаженные связи с иностранными поставщиками оборудования и сырья и снабжали русских предпринимателей кредитами. Таким посредником в нужное время стал и Людвиг Кноп.
Главным «ноу-хау» Людвига Кнопа была уникальная схема его работы. Он был единственным, кто создавал фабрики «с нуля», а также полностью переоборудовал действующие предприятия. Кноп выписывал из Англии не только машины, но и мастеров для сборки оборудования, так как российских инженеров, знавших технологию работы на сложных прядильнях, практически не было.
Стоило какому-либо российскому фабриканту задуматься о строительстве фабрики — он приходил в контору Кнопа. Служащие Кнопа собирали сведения о клиенте, изучали его кредитную историю и накопления семьи. Проситель удостаивался приёма Кнопа только в том случае, если полученная информация о нём внушала доверие. Переговоры заканчивались лишь фразой: «Хорошо, мы построим тебе фабрику». Людвиг Кноп никогда не заключал договоры с партнёрами в письменном виде: чтобы сделка считалась заключённой, ему было достаточно только одного рукопожатия. Затем заказчик получал свой номер в списках конторы Кнопа, данные заказа передавались в Англию, через некоторое время оттуда приходили чертежи вместе с проектом будущего производства, которые впоследствии отправлялись заказчику. Начиналось строительство фабричных корпусов. После его завершения доставлялся полный комплект оборудования, приезжали монтажники-англичане. Им обеспечивали полный командировочный пакет, платили огромное по тем временам жалование, ставили на сборке столы с изысканной едой и вином, оборудовали места под крокет. После окончания сборки оборудования английские специалисты ещё несколько лет контролировали фабрику, налаживая производство и обучая персонал. Именно эта схема работы Кнопа современниками считалась гениальной, обеспечившей ему славу лучшего посредника для текстильщиков.
Оборудование новых прядильных фабрик велось не за наличный расчет и не в кредит, а за счет увеличения основного капитала и выпуска новых паёв, которые и служили способом расплаты. Кноп входил в долю, становясь членом правления фабрики, пайщиком, или эту роль брали на себя его представители. В результате вклад Кнопа в предпринимательство можно было обнаружить в более чем 200 российских текстильных предприятиях. Сам Кноп называл такой контроль «доброжелательной опекой», и предприниматели её охотно принимали, так как это весьма способствовало их успеху.

Известность обрусевшего немца Людвига Кнопа была настолько поразительной, что даже вошла в поговорку: «Где церковь, там и поп, где казарма, там и клоп, а где фабрика — там Кноп». За годы своей деятельности предприниматель построил и принимал участие в строительстве 187 ткацких фабрик в России, среди них известные мануфактуры Морозовых, Хлудовых, Гарелиных, В. В. Якунчикова. Влияние Людвига Кнопа на хлопчатобумажную отрасль России было огромно: в короткие сроки он стал монополистом на этом рынке и владельцем крупнейшего производства — «Кренгольмской мануфактуры» в Нарве. Обладавший талантами настоящего дипломата и умевший использовать особенности текущей ситуации, Кноп несколько лет подряд устанавливал цены на текстильном рынке России. По сути, он поднял российскую хлопчатобумажную промышленность и спас её от главной беды — нехватки капиталов. 

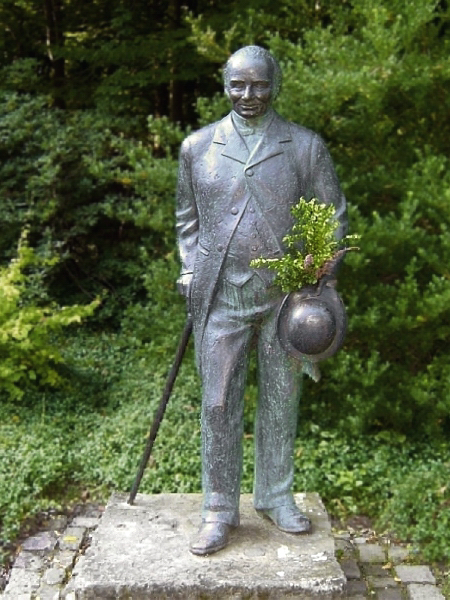
Памятник Людвигу Кнопу в Бремене

Английская фабрика «Платт бразерс» заключила с бароном Кнопом эксклюзивный договор, согласно которому он обязывался заказывать все машины только у фирмы, а она, в свою очередь, обязывалась не работать с другими закупщиками. И этот контракт был далеко не единственным. К 1850 годам группе Кнопа удалось стать крупнейшим поставщиком американского хлопка в Россию. Во время кризиса, вызванного гражданской войной в Северной Америке, десятки владельцев фабрик обратились к Кнопу в надежде спастись от высоких пошлин. Репутация барона позволяла ему закупать сырьё огромными оптовыми партиями и контролировать цены.

## Кренгольмская мануфактура
В 1856 году Кноп, давно обдумывавший план строительства собственной фабрики, нашёл подходящий участок земли. Выбор острова, расположенного недалеко от Нарвы, — Кренгольма, был очень удачен с экономической точки зрения. Участок находился между двумя водопадами (то есть источниками постоянной энергии) и имел выход к Балтийскому морю, что удешевляло доставку оборудования, сырья и топлива.
В 1857 году было образовано «Товарищество Кренгольмской мануфактуры» на паях, и произошла закладка первого фабричного корпуса. Для своего «детища» Кноп построил самые современные промышленные здания, создал продуманное распределение территории, завёз лучшее оборудование и высококачественное сырье.
Поставленную себе задачу — сделать фабрику крупнейшей в России — Людвиг Кноп выполнил блестяще. В короткий срок производство стало передовым и показательным. Рентабельность производства была выше, чем на многих предприятиях, построенных Кнопом для других промышленников. На Кренгольмской мануфактуре из египетского хлопка получали самую тонкую пряжу в России, производительность труда держалась на высоком уровне, а издержки были не больше, чем в Германии. В итоге за короткий срок капитализация мануфактуры выросла в три раза.
Имея «в портфеле» такой актив, как высокоавтоматизированную фабрику на Кренгольме, Людвиг Кноп мог диктовать цены не только на хлопок, но и на пряжу для всей России. Однако, фабрикант «силовыми» экономическими методами никогда не пользовался.
Немец был полностью поглощён своим делом и разбирался во всех его тонкостях. Его супруга Луиза говорила, что, даже отойдя от руководства фабрикой, Людвиг «спит и видит свой хлопок». Барон оставил своим сыновьям Андрею и Фёдору в наследство двенадцать предприятий — девять текстильных фабрик, три компании по импорту египетского хлопка, а также страховое общество и каменноугольный рудник.
Людвиг Кноп умер 16 августа 1894 года в бременском районе Санкт-Магнус (нем. St. Magnus).

Людвиг Кноп в последние годы жизни

## Семья
У Людвига Кнопа было пятеро детей. Старший, Иоганн Людвиг, заведовал лондонским представительством семейной фирмы и в большей степени известен как коллекционер музыкальных инструментов. Основными продолжателями семейного дела стали два других сына, Теодор Юлиус и Андреас Иоганн. Потомки одной из дочерей Кнопа, Луизы, — видный германский политик Эрнст Альбрехт и его дочь, бывший министр обороны Германии, Председатель Европейской комиссии Урсула фон дер Ляйен.

## Признание заслуг и наследие

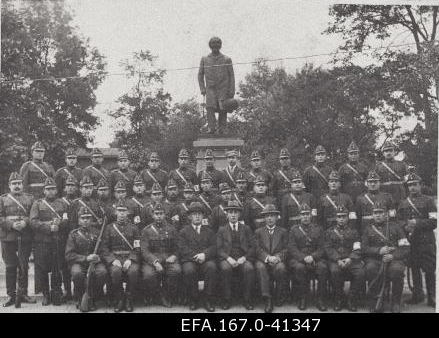
Дружина Союза обороны Эстонии «Кренгольмской мануфактуры» на фоне памятника Людвигу Кнопу. Нарва, 1931 год

В 1877 году российский император Александр II пожаловал Людвигу Кнопу титул барона. С началом Первой мировой войны дела семейства Кнопов в России стали приходить в упадок, а после 1917 года сыновья Людвига Кнопа эмигрировали из Советской России. Российские предприятия «империи» Кнопов были национализированы.
Имя Людвига Кнопа было присвоено городскому парку Бремена, созданному на территории его бывшего имения. В этом же парке стоит бронзовый памятник Людвигу Кнопу.
После кончины Людвига Кнопа ему также воздвигли памятник и на «Кренгольмской мануфактуре». Это был первый такого рода монумент в Российской Империи. В годы советской власти памятник Людвигу Кнопу в Нарве был демонтирован.